# Cambridge, Massachusetts

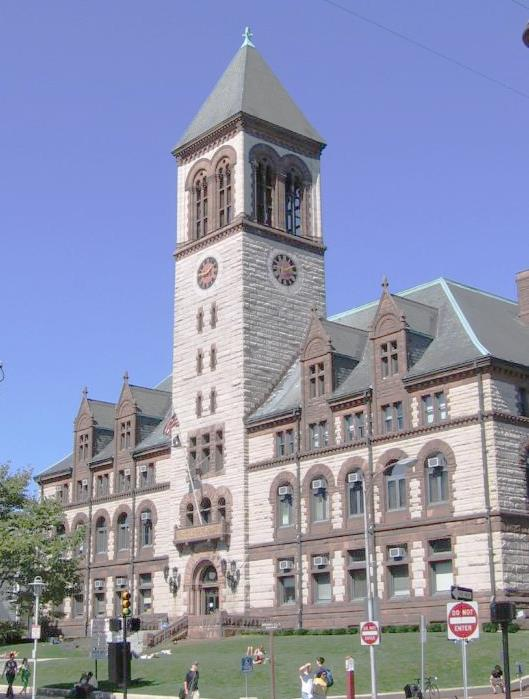
Cambridge City Hall (stadshuset).

Cambridge är en stad (city) i Middlesex County i delstaten Massachusetts, USA, belägen strax nordväst om Boston. Staden ingår i Bostons storstadsområde. Befolkningen uppgick till 101 388 invånare år 2007. Cambridge är administrativ huvudort (county seat) i Middlesex County tillsammans med orten Lowell. Cambridge är beläget väster om Charles River.
I Cambridge finns Harvard University och Massachusetts Institute of Technology (MIT), vilka hör till USA:s främsta universitet. Här fanns också Radcliffe College innan det integrerades helt i Harvard University.

## Personer födda här, i urval
- Bhumibol Adulyadej, Thailands kung
- Leroy Anderson, kompositör
- Margaret Fuller, författare
- Matt Damon, skådespelare
- Richard Henry Dana den äldre, författare
- Richard Henry Dana den yngre, författare